# 萊爾赫伊峰
61°35′28″N 8°28′1″E / 61.59111°N 8.46694°E

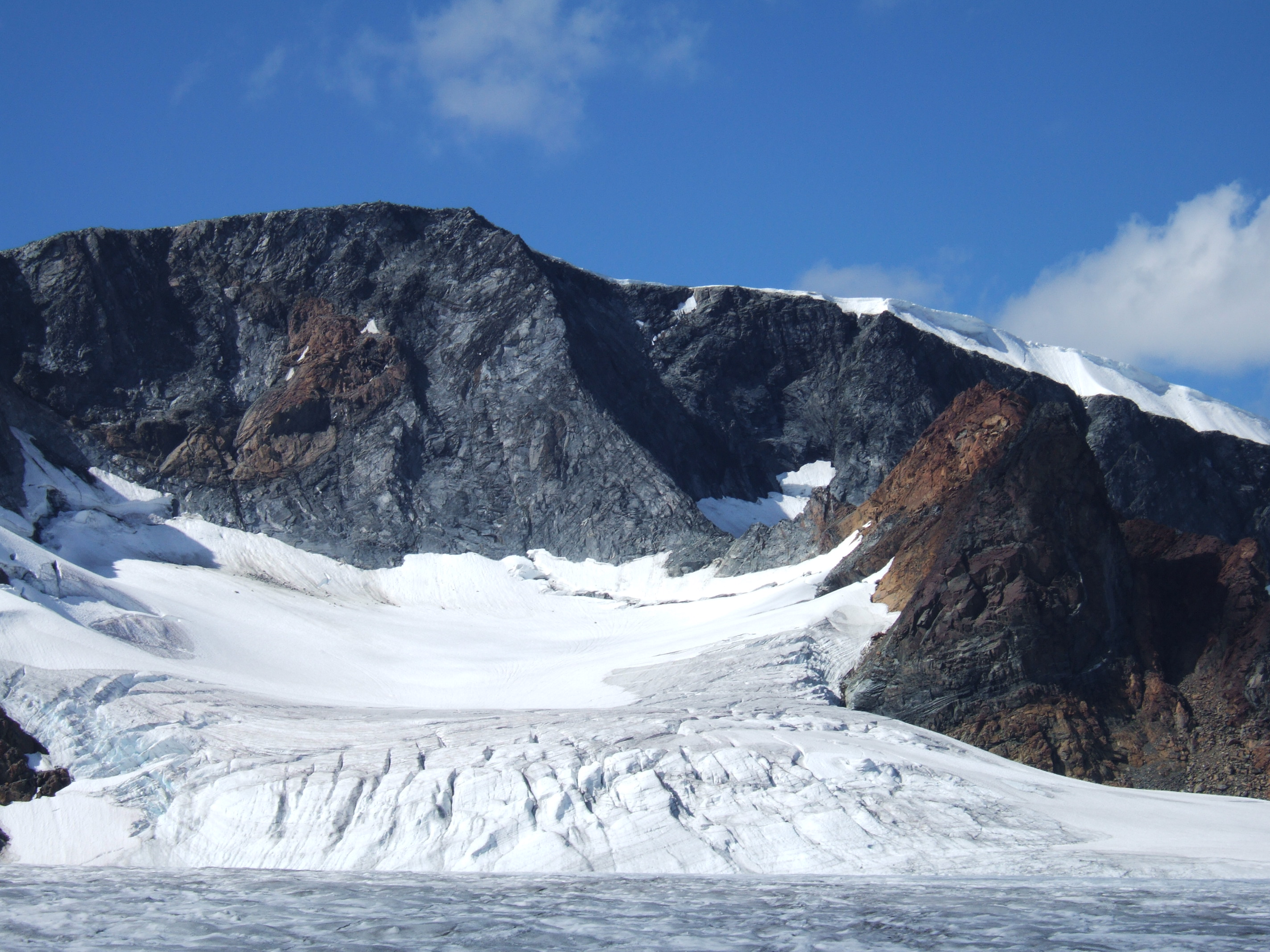

萊爾赫伊峰是挪威的山峰，位於該國東南部內陸郡，處於洛姆，距離首都奧斯陸220公里，屬於尤通黑門山脈的一部分，海拔高度2,330米。